# Turner Contemporary
Turner Contemporary est un musée d'art moderne et contemporain situé à Margate au Royaume-Uni. Il a ouvert en 2011 en partie pour un coût de 17,5 millions de livres, des financements en partie privés mais majoritairement publics. Il est nommé en référence à Joseph Mallord William Turner.  Il a été conçu par David Chipperfield.